# Francisco Rojas
Francisco Ulises Rojas Rojas (* 22. Juli 1974 in La Serena) ist ein ehemaliger chilenischer Fußballspieler. Der Linksverteidiger spielte 31-mal für die Nationalmannschaft Chiles.

## Karriere

### Vereinskarriere
Francisco Rojas debütierte in seiner Geburtsstadt bei Deportes La Serena im Jahr 1993. Durch seine gute Ballbeherrschung wurde er schon im darauffolgenden Jahr von Rekordmeister CSD Colo-Colo verpflichtet, mit denen er zahlreiche Titel holte. Bis auf ein halbes Jahr bei CD Teneriffa in Spanien spielte er bis 2000 bei den Caciques. Neben den Pokalsiegen 1994 und 1996 gewann Rojas die Meisterschaften 1996, 1997-C und 1998. 2001 wechselte der auch unter dem Spitznamen Murci bekannte Defensivspieler zum österreichischen Klub Sturm Graz, mit dem er auch in der UEFA Champions League spielte.
2006 kam Rojas zurück nach Chile und spielte erst eine Saison für Unión Española, ab 2007 dann für seinen Jugend- und Debütklub Deportes La Serena. Dort spielte er noch bis 2011 und gab seinen Rücktritt offiziell am 4. Juli 2012 bekannt. Zuvor hatte er schon in einer Reality-Show mitgespielt.

### Nationalmannschaftskarriere
Für die chilenische Nationalmannschaft spielte Francisco Rojas erstmals unter Xabier Azkargorta im April 1995 beim Freundschaftsspiel gegen Peru. Er gehörte zum Kader von Nationaltrainer Nelson Acosta bei der Weltmeisterschaft 1998 und kam in allen drei Vorrundenspielen gegen Italien, Österreich sowie Kamerun zum Einsatz. Nach drei Unentschieden erreichte Chile als Gruppenzweiter das Achtelfinale gegen Brasilien, das mit einer 1:4-Niederlage endete. Rojas wurde in dieser Partie nicht eingesetzt.
Rojas nahm an der Copa América 1999 teil, bei der er bei den 0:1-Niederlagen gegen Mexiko und Brasilien spielte. Chile kam in der Gruppe als Dritter ins Viertelfinale, in dem das Team von Nelson Acosta Gruppensieger Kolumbien besiegte. Im Halbfinale scheiterte La Roja im Elfmeterschießen an Uruguay und wurde nach der Niederlage im Spiel um Platz 3 Vierter des Turniers.
Neben Turnierspielen absolvierte Rojas auch einige Freundschaftsspiele und Qualifikationsspiele zu drei Weltmeisterschaften. 1998 nahm Chile mit Rojas teil, 2002 und 2006 schaffte La Roja die Qualifikation für das Endturnier nicht. Das 31. und letzte Länderspiel absolvierte der Linksverteidiger im Juni 2005 beim 2:1-Erfolg in der Qualifikation zur 2006 stattfindenden Weltmeisterschaft in Deutschland.

## Erfolge
CSD Colo-Colo
- Chilenischer Meister (3): 1996, 1997-C, 1998
- Chilenischer Pokalsieger: 1994, 1996